# ميدويست للطيران
ميدويست للطيران، شركة طيران مصرية خاصة. تشغل الشركة رحلات مستأجرة داخل مصر وأوروبا.

## تاريخ
تأسست عام 1998 بطائرة واحدة إيرباص إيه 310 - 300 إس. وكنتيجة لظروف ملاكها في ذلك الوقت؛ توقفت عمليات الشركة عام 2004، ثم أعلنت للبيع في مايو 2009. وقد بدأت إعادة هيكة إدارات الشركة في سبتمبر 2009. واستأجرت طائرة بوينغ 737 - 600 لتبدأ عملها من جديد.

## الأسطول

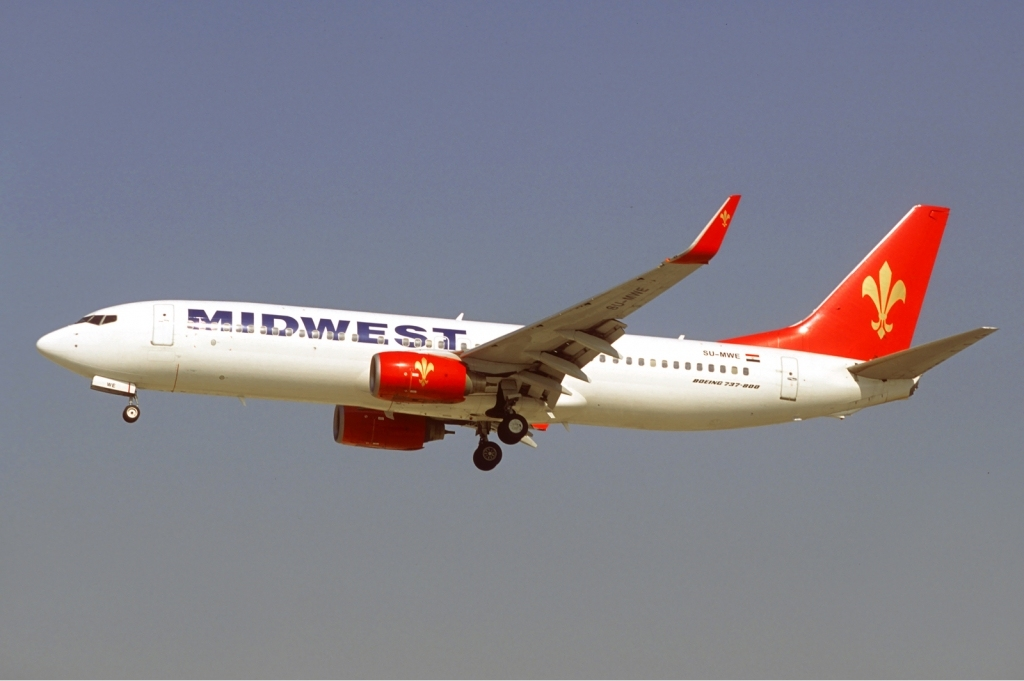
طائرة بوينغ 737 - 800 عام 2012.

الأسطول الجوي لشركة ميدويست للطيران يتكون من الطائرات التالية: